# Voertaal
Een voertaal is een taal die volgens afspraak in een bepaalde situatie wordt gebruikt, met name waar de sprekers een verschillende taalachtergrond hebben, dan wel meertalig zijn. Het kan gaan om een taal in officiële situaties, zoals in het onderwijs, in de rechtbank, in de gemeente enz. Maar ook in besprekingen, voor de handel of in onderhandelingen kan een bepaalde voertaal worden gekozen.
Multinationals kiezen vaak een voertaal voor communicatie binnen kantoor en/of met klanten. Meestal is dit Engels, maar afhankelijk van de marktbasis en klantenkring kan dit ook een andere taal zijn.
Sommige landen hebben twee of meerdere talen als officiële voertaal. Zo hebben in België drie talen de officiële status: Nederlands, Frans en Duits. In Zwitserland zijn er zelfs vier: Duits, Frans, Italiaans en Reto-Romaans.
- Op de Nederlandse Antillen en in Suriname is de nationale taal voornamelijk het Nederlands, maar in allerlei situaties kunnen vele andere talen als voertaal worden gebruikt.